# 숀 파이프롬
숀 파이프롬(Shawn Pyfrom, 1986년 8월 16일 ~ )은 미국의 배우이다.

## 출연 작품
- EZK: 비욘드 더 월스 (2018)
- 기숙학교: 금지된 일탈 (2009)
- 쉐기 독 (2006)
- 위기의 주부들 (2004)
- 맥스 키블의 대반란 (2001)
- 아름다운 세상을 위하여 (2000)
- H-E 더블 하키 스틱스 (1999)
- 마이클 랜던, 내가 아는 아버지 (1999)
- 쇼킹 패밀리 (1999)
- 제7의 천국 (1996)